# Alto Carrión

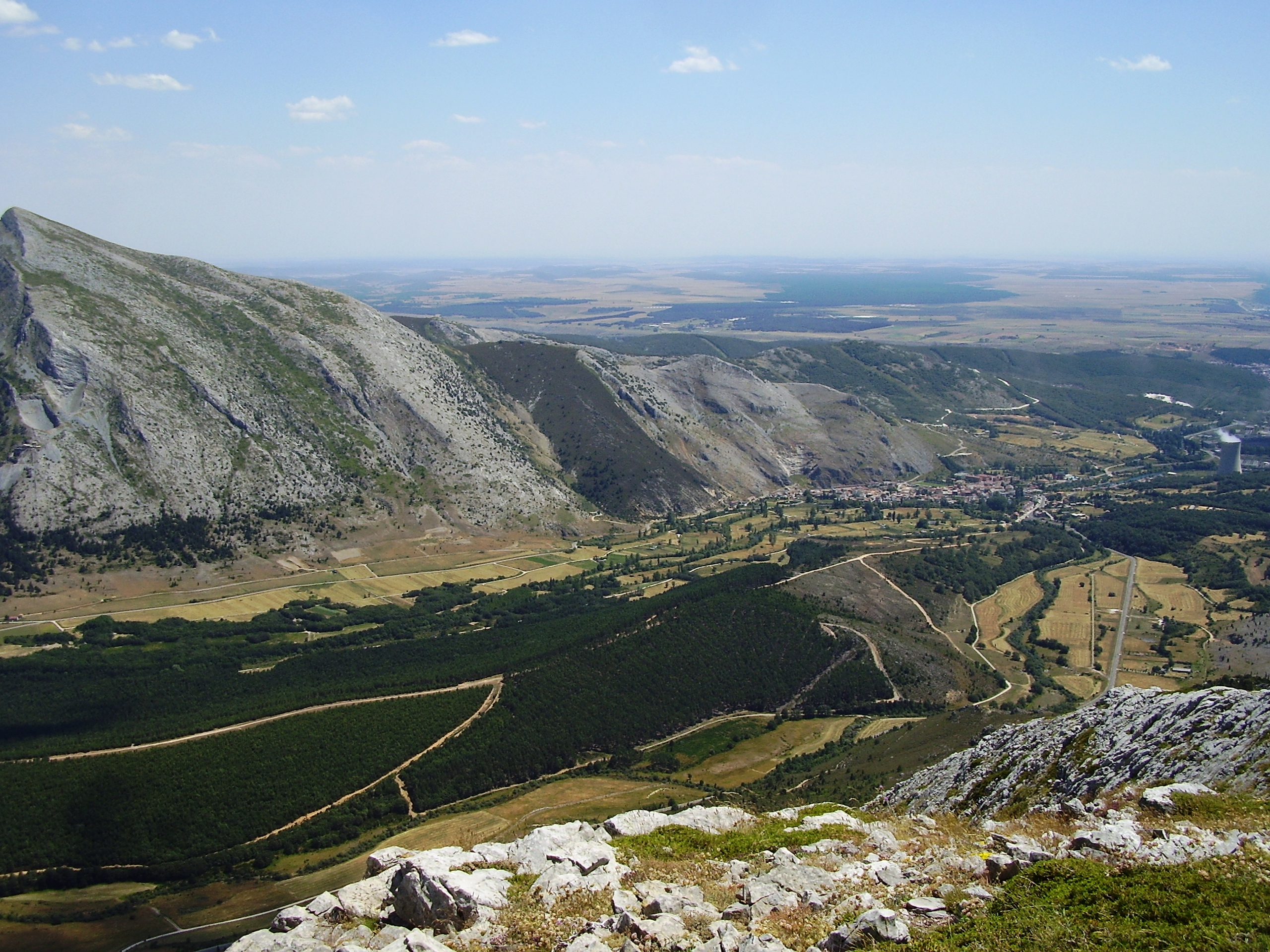
Alto Carrión, cordillera Cantábrica. Al fondo, Velilla del Río Carrión.

El Alto Carrión es una comarca natural situada en la parte más oriental de la cordillera Cantábrica, en el borde septentrional de Castilla y León, en España. Forma la porción más occidental de la Montaña Palentina, que tiene una unidad y un nombre administrativo, pero no geográfico. La parte oriental de ésta es conocida como Alto Pisuerga. No hay una clara delimitación entre ambas partes, especialmente en la referido al amplio municipio de Cervera de Pisuerga, que integra parte de las cuencas del Carrión y el Pisuerga.
Mitad norte: área con características geográficas y climáticas propias de la Cordillera Cantábrica.
Mitad sur: valles y cumbres que conforman los macizos de Fuentes Carrionas y Fuente Cobre, coincidiendo con la delimitación del parque natural Montaña Palentina.

## Poblaciones pertenecientes a la comarca
La mayor parte de la población se concentra en los núcleos de: Guardo, Santibáñez de la Peña, Cervera de Pisuerga y Velilla del Río Carrión.
- Datos: Q5671016